# Matrículas automovilísticas de México

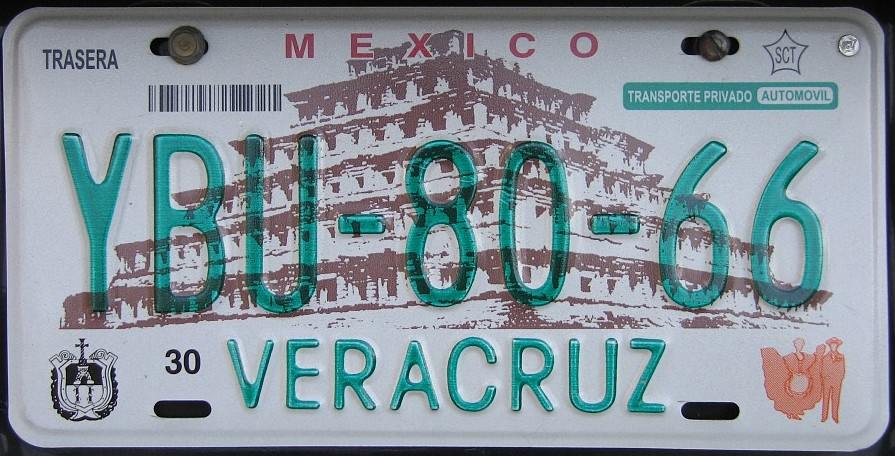
Antigua placa de matrícula de Veracruz.

Las matrículas automovilísticas de México son el registro que usan los vehículos automotores para su identificación y circulación legal en todo el territorio mexicano. La entidad gubernamental encargada de regularlas es la Secretaría de Comunicaciones y Transportes, que establece la Norma oficial mexicana NOM-001-SCT-2, cuya última revisión es del año 2016, para ello contempla que cada estado pueda emitir sus propias placas de circulación incorporándoles características y diseños particulares, pero respetando cierto estándar que todas deben de cumplir. 
Según la misma norma, todas las placas son de forma rectangular, y tienen una dimensión de 300 mm de largo por 150 mm de ancho, sus esquinas deben de ser redondeadas, contener un sello de plomo de la SCT y las letras y números deben de ser troquelados. Para los vehículos clasificados como automóviles privados, el número de la serie debe de estar conformado por tres letras (excluyendo I, O y Q por su parecido con el 0 y el 1), seguidas de cuatro o tres números dependientes de cada estado. Para vehículos clasificados como camiones privados, les corresponden dos letras seguidas de cinco o cuatro números, según el estado del que se trate. La serie de letras que contengan las placas están asignadas a cada estado del país, lo cual permite la identificación del origen del vehículo. Asimismo, incluyen el nombre del estado o su abreviatura oficial, la vigencia de las placas, así como códigos de barras y seguridad que impiden su falsificación.
Además de las placas descritas para vehículos privados existen normas especiales para automóviles y camiones de servicio público, para aquellos que se dedican al transporte de personas con algún tipo de discapacidad, para automóviles clasificados como Clásicos y para los vehículos registrados como Fronterizos, que son vehículos automotores de origen extranjero, generalmente procedentes de los Estados Unidos, los cuales pueden ser adquiridos por mexicanos y circular legalmente en México, pero únicamente dentro de la llamada Zona libre fronteriza, una franja de territorio ubicada entre la frontera y los puestos de inspección aduanal situados en carreteras a distancias variables de los puntos fronterizos. Grandes ciudades como Tijuana, Mexicali, Ciudad Juárez, Nuevo Laredo o Matamoros quedan dentro de esta zona libre, y en ellas son muy comunes este tipo de vehículos.
A partir del año 2004, muchos vehículos de los denominados "fronterizos" circulaban en territorio nacional sin haber sido previamente importados al país; a estos vehículos se le conoce como autos chocolates. Después de una serie de revisiones al marco legal sobre este tema, a los particulares que poseen estos vehículos se les da la opción de importarlos y regularizarlos inmediatamente, por lo cual pueden portar la matrícula del estado donde haya sido registrado el vehículo. No obstante, se deben cumplir ciertas condiciones para hacer que un auto usado fronterizo pueda ser importado y "emplacado" en alguno de los estados del país. Un ejemplo de esto es que el auto debe tener 5 años de antigüedad (es decir, si estamos en el año 2019 podemos usar un auto del año 2014), cosa que también se aplica a los vehículos nuevos y del año en curso importados desde los Estados Unidos.

## Historia

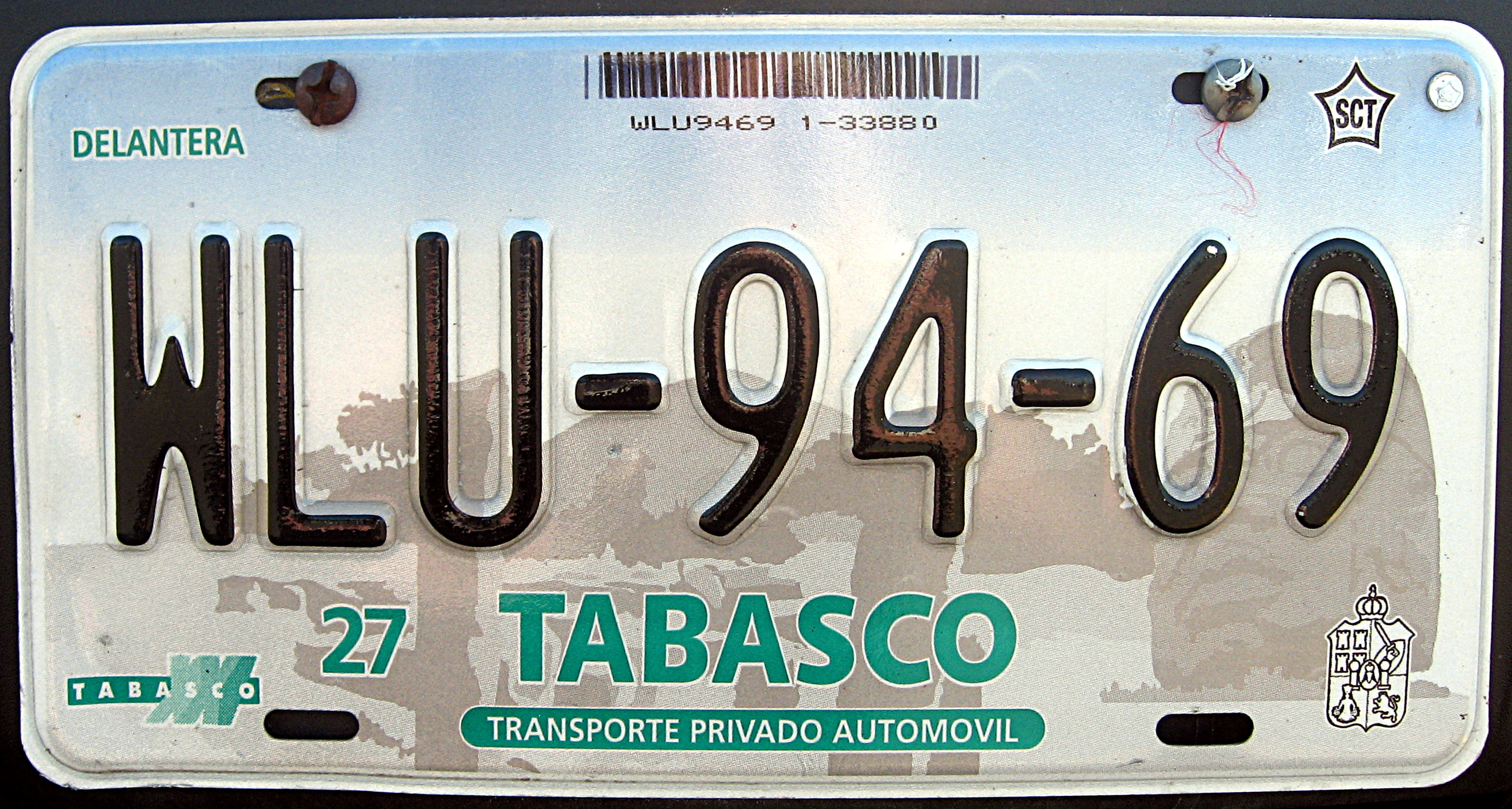
Placa de matrícula del estado de Tabasco, en el período 2001-2007, en la que se hace alusión a la zona arqueológica de La Venta.

Originalmente el gobierno mexicano emitía un único tipo de placas, con un diseño estandarizado para todo el país, cuya única diferencia de estado a estado era la serie de las letras y la abreviatura, seguida de la del país; por ejemplo, para Guanajuato era: GTO MEX, en el año 1992 fue la última vez que fueron emitidas este tipo de placas, y en el año 1998 la norma fue oficialmente reformada permitiendo la inclusión de imágenes propias y alusivas a cada estado de la república respetando las características básicas generales. El primer estado en introducir diseño propio fue Guanajuato, seguido posteriormente por Baja California y Aguascalientes. La adopción de diseños propios se dio a lo largo de varios años, siendo las últimas en adoptarse las del Distrito Federal. Algunos estados han cambiado en varias ocasiones su diseño, convirtiéndose de esta manera en parte de la identificación de cada gobierno estatal, que al cambiar de un titular a otro, cambia el diseño de las placas, las imágenes en ellas presentadas y muchas veces frases o logotipos propios de cada administración.

## Fabricación
La fabricación de las placas vehiculares ha cambiado al paso de los años, usando diferentes materiales como placa galvánica y aluminio. También el procedimiento y la maquinaria han evolucionado, pero básicamente el método sigue siendo el mismo. La materia prima de placa viene en rollos, la cual es cortada mediante un troquel, se imprime usando una técnica de serigrafía o litografía, se barniza para ser troquelada posteriormente. El paso siguiente consiste en que los números son impresos mediante rodillos, aprovechando el alto relieve que se logra en el paso anterior. A continuación se barniza nuevamente para proteger los números, se coloca el remache que contiene la leyenda "SCT" y finalmente se embolsa el par de placas (delantera y trasera) junto a su engomado.

## Elementos contra la falsificación y medidas de seguridad
Independientemente de las características técnicas publicadas en la Norma oficial mexicana NOM-001-SCT-2,<Norma-001 /> algunos estados solicitan elementos extras para evitar la falsificación de las placas como: imágenes impresas en tinta invisible, la cual reacciona a luz negra, un papel reflejante con burbujas de aluminio, códigos de barras como el base 39, 110 o recientemente el PDF417, remaches con la leyenda "SCT" y en algunas ocasiones una imagen flotante. 
Además para que los caracteres puedan ser troquelados se necesita una presión superior a las 60 toneladas.
Las placas contienen tantos elementos de seguridad, equiparables en número con los usados en cheques bancarios, pasaportes o elementos de identificación de identidad.

## Abreviaturas

Distribución de la norma ISO 3166-2 en México. El primer código que dispuso la Secretaría es similar a esta norma.

La Secretaría dispuso, para llevar un control de canje de placas entre usuarios, dos códigos de placas. El primero es una abreviatura de la entidad emisora (similar a la norma ISO 3166-2 en México), ya sea de dos o tres siglas; y la segunda es un código fiscal de dos dígitos. La posición del código en la placa y la variante entre dos o tres siglas del primer código varía según la entidad emisora y el tipo de transporte. Sin embargo, la primera abreviatura fue quedando en desuso por muchas entidades tras el cambio de aspecto en 1992, por lo que el código fiscal es el único elemento que por lo general está presente en la placa.
| Entidad             | Abreviatura | Abreviatura | Código fiscal |
| ------------------- | ----------- | ----------- | ------------- |
| Aguascalientes      | AGS         | AG          | 01            |
| Baja California     | BC          | BN          | 02            |
| Baja California Sur | BCS         | BS          | 03            |
| Campeche            | CAMP        | CM          | 04            |
| Coahuila            | COAH        | CA          | 05            |
| Colima              | COL         | CL          | 06            |
| Chiapas             | CHIS        | CP          | 07            |
| Chihuahua           | CHIH        | CH          | 08            |
| Ciudad de México    | CDMX        | CDMX        | 09            |
| Durango             | DGO         | DU          | 10            |
| Estado de México    | MEX         | MX          | 15            |
| Guanajuato          | GTO         | GJ          | 11            |
| Guerrero            | GRO         | GR          | 12            |
| Hidalgo             | HGO         | HI          | 13            |
| Jalisco             | JAL         | JA          | 14            |
| Michoacán           | MICH        | MC          | 16            |
| Morelos             | MOR         | MR          | 17            |
| Nayarit             | NAY         | NA          | 18            |
| Nuevo León          | NL          | NL          | 19            |
| Oaxaca              | OAX         | OA          | 20            |
| Puebla              | PUE         | PU          | 21            |
| Querétaro           | QRO         | QE          | 22            |
| Quintana Roo        | QR          | QR          | 23            |
| San Luis Potosí     | SLP         | SL          | 24            |
| Sinaloa             | SIN         | SI          | 25            |
| Sonora              | SON         | SO          | 26            |
| Tabasco             | TAB         | TB          | 27            |
| Tamaulipas          | TAMPS       | TM          | 28            |
| Tlaxcala            | TLAX        | TL          | 29            |
| Veracruz            | VER         | VE          | 30            |
| Yucatán             | YUC         | YU          | 31            |
| Zacatecas           | ZAC         | ZA          | 32            |

## Fabricantes
Las empresas que fabrican placas vehiculares, deben ser autorizadas por la Secretaría de Comunicaciones y Transportes.
El pedido y la asignación se realizan mediante una licitación pública, en la que un comité especial verifica que el concursante cumpla con cada una de las características técnicas dictadas por la Norma oficial mexicana NOM-001-SCT-2 y las necesidades del Estado solicitante.

## Futuro y tendencias
Actualmente se han realizado varios intentos de incorporar elementos de radiofrecuencia a los Engomados y/o Matrículas vehiculares, pero no se ha podido garantizar la eficiencia de los mismos.
En un futuro se podrá identificar a un vehículo simplemente con que pase cerca de una antena, en casetas de pago, revisión o puntos de control, pudiendo extraer los datos completos del propietario, información del vehículo como su VIN, marca, línea, modelo, etc., así como conocer si tiene alguna infracción o adeudo de impuestos. Esto tendrá beneficios para el combate a la delincuencia y control vehicular.
Las placas seguirán incorporando elementos de seguridad para evitar su falsificación y clonación, y los materiales irán cambiando para poder ser reciclados.
Es difícil que desaparezcan como ha sido propuesto, ya que son elementos distintivos de los Estados y una forma de obtener recursos para los mismos. Siendo su duración estándar de 3 años, permite a los gobiernos hacerse de recursos dos veces en su gestión por este concepto.
En la actualidad los gobiernos estatales se esfuerzan en una especie de "competencia" para diseñar placas vehiculares con un alto grado de originalidad y diseño; algunas de ellas incluso han llegado a ser polémicas y han levantado una serie críticas buenas y malas.

## Nueva denominación

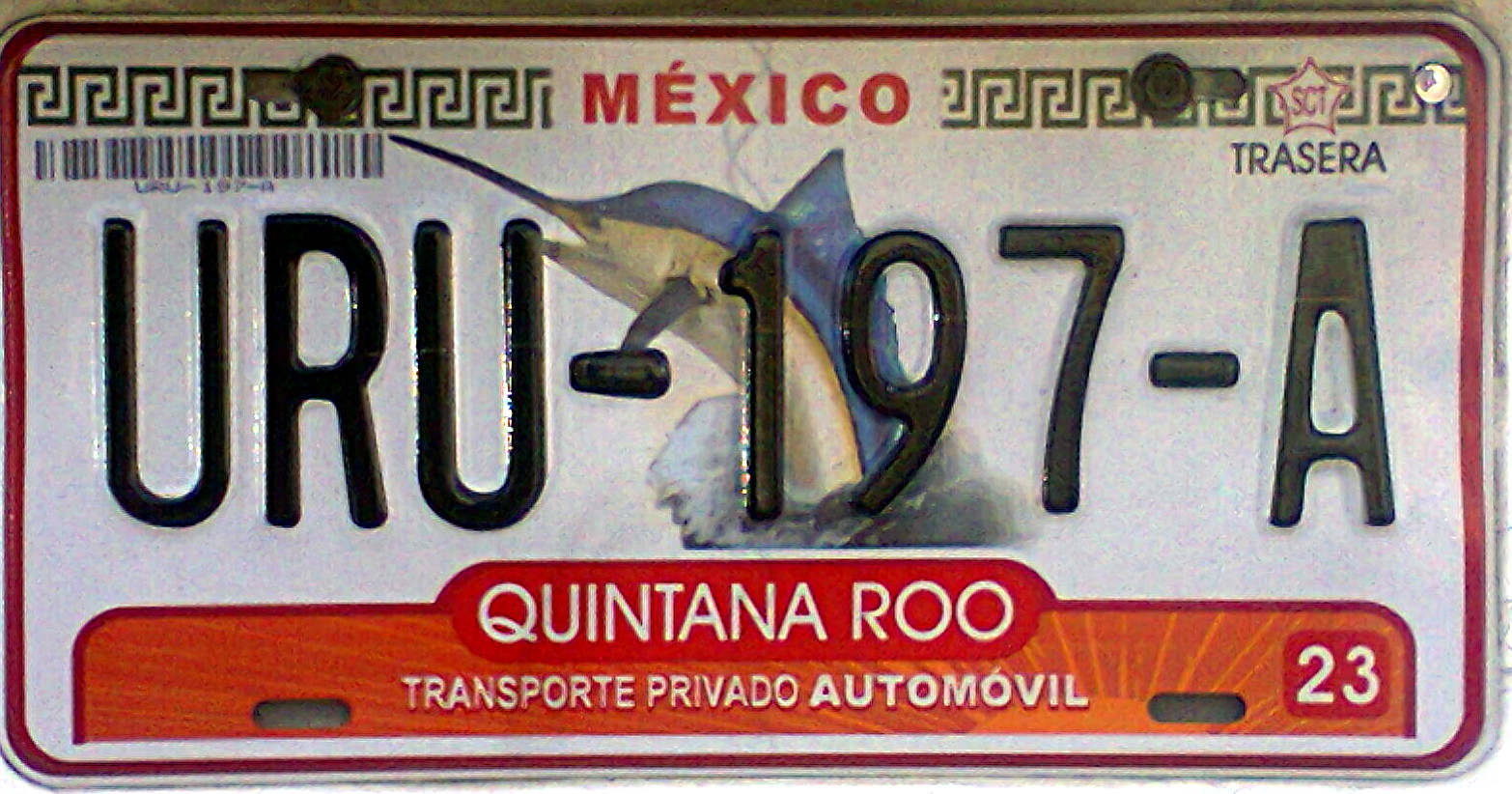
Nueva denominación de matrículas en Quintana Roo.

Conforme las denominaciones en este caso de los automóviles (Formato AAA-00-00) se van agotando y por ley ningún número de matrícula asignado se volverá a repetir, el 24 de junio del año 2016 en el Diario Oficial de la Federación, fue publicada la Norma Oficial Mexicana NOM-001-SCT-2-2016, en el cual se hace referencia al nuevo orden de las matrículas que en su caso serán AAA-000-A para vehículos privados y A-000-AAA para vehículos públicos (en la Ciudad de México pasará de 000-AAA a A-00-AAA para vehículos privados).